# Organisation politique du royaume hittite
Vous pouvez aider à l'améliorer ou bien discuter des problèmes sur sa page de discussion.
- Il ne cite pas suffisamment ses sources. Vous pouvez indiquer les passages à sourcer avec {{référence nécessaire}} ou {{Référence souhaitée}}, et inclure les références utiles en les liant aux notes de bas de page. (Marqué depuis décembre 2023)
- Il doit être recyclé. La réorganisation et la clarification du contenu sont nécessaires. (Marqué depuis novembre 2023)

- Archive Wikiwix
- Bing
- Cairn
- DuckDuckGo
- E. Universalis
- Gallica
- Google
- G. Books
- G. News
- G. Scholar
- Persée
- Qwant
- (zh) Baidu
- (ru) Yandex
- (wd) trouver des œuvres sur Wikidata

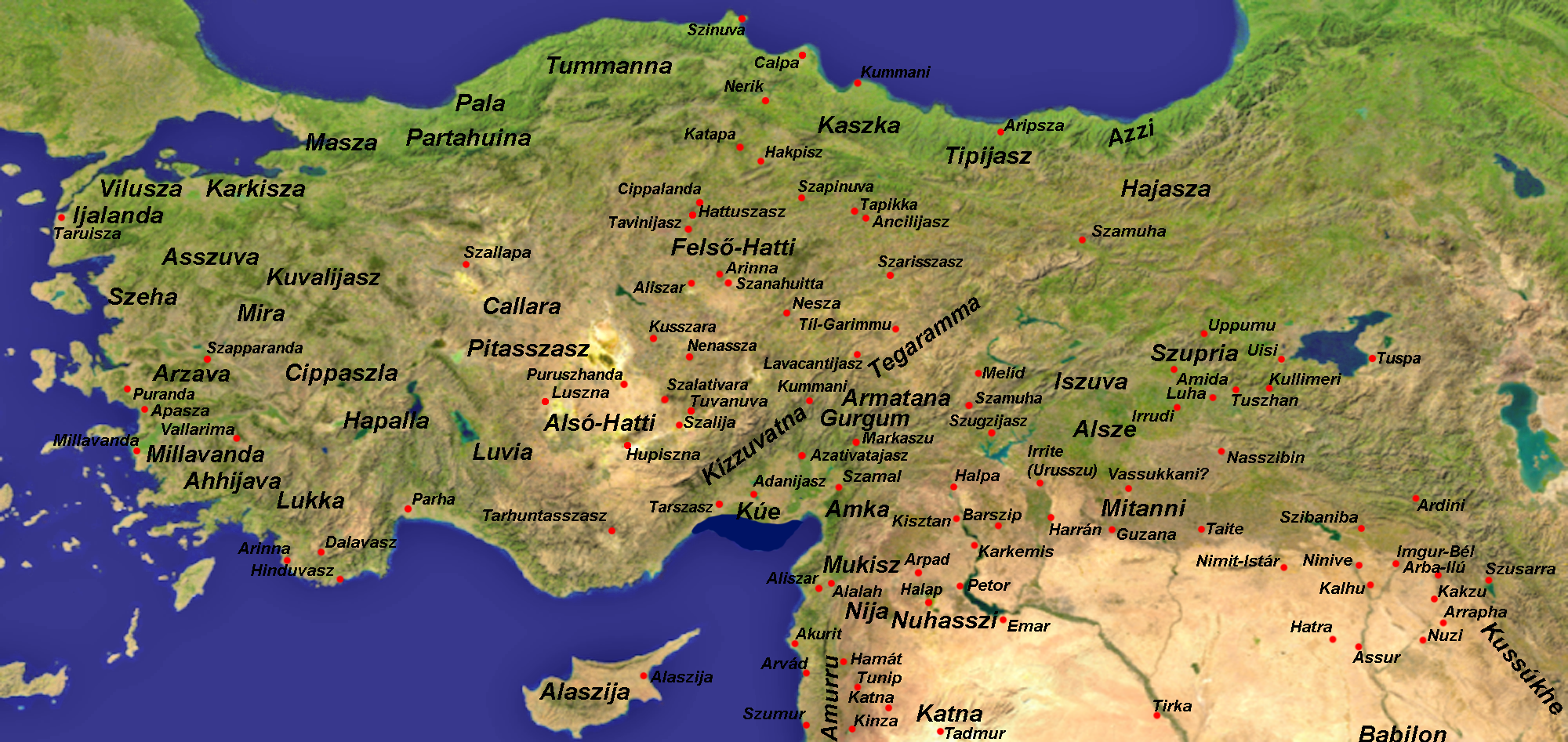
Carte de l'empire Hittite.

Le royaume hittite est la principale puissance politique de l'Anatolie de la fin de l'âge du bronze (c. 1600-1170 av. J.-C.). L'organisation de ce grand royaume à ses débuts reste assez obscure, puisqu'on dispose d'assez peu de sources directes sur les phases de l'ancien et du moyen royaume. C'est avec l'affirmation de la puissance hittite, et la constitution d'un véritable empire après le règne de Suppiluliuma Ier que notre connaissance de l'organisation du royaume des Hittites est la meilleure, grâce aux archives retrouvées à Hattusa (Boğazkoi), la capitale, ainsi que dans des villes dominées par les Hatti (Ougarit, Emar).
Comme tout État du Proche-Orient ancien, le royaume hittite repose avant tout sur la figure royale, véritable pont entre le monde des Hommes et celui des Dieux. Celui-ci est aidé dans son devoir par un ensemble de hauts dignitaires, appelés « fils du roi », qui contrôlent l'administration du royaume. Durant les XIVe – XIIIe siècles, le royaume hittite est un véritable empire, qui domine une myriade de royaumes vassaux, notamment en Syrie, et l'organisation de leur domination est bien connue par divers textes, en particulier les nombreux traités de vassalité imposés par la chancellerie hittite aux royaumes soumis.

## Le roi
Le principal personnage du royaume hittite est son souverain. Son titre le plus courant est Labarna, sans doute le nom du souverain fondateur du royaume, repris pour désigner la fonction royale par la suite. Le roi hittite se désigne toujours comme « Grand roi », signifiant son appartenance au cercle très fermé des « superpuissances » de son temps, aux côtés de Babylone, l’Assyrie, le Mittani et l’Égypte. Une épithète très courante pour désigner le roi hittite est « Mon Soleil » (DUTU-ši).
Selon une idéologie que l’on retrouve dans les autres régions du Proche-Orient ancien, ce sont les dieux les véritables maîtres du royaume, le roi n’étant que leur délégué terrestre. Les grands dieux du royaume hittite sont le dieu de l’Orage, et surtout la déesse-soleil d'Arinna. Le roi a de ce fait des liens particuliers avec le monde divin. Il est un intermédiaire entre les dieux et les humains, et est responsable devant les dieux des actions des hommes. Cela induit aussi que le roi a des fonctions religieuses, qu’il exerce notamment au cours de rituels religieux.
Le roi hittite est également un législateur, et c’est le juge principal de son pays, à qui on fait appel dans des cas très graves. Il est aussi le maître de l’administration interne du royaume, et de sa diplomatie, ainsi que de son armée.
La succession sur le trône hittite est régie de manière précise à partir du règne de Télipinu, qui proclame un édit dictant la règle successorale à suivre pour désigner l’héritier du trône (tuhkanti) : ce doit être avant tout un fils né d’une union avec une épouse principale. S’il n’y en a pas, c’est le fils du roi et d’une concubine, et s’il n’y en a pas non plus (cas qui ne s’est jamais présenté), c’est l’époux d’une princesse qui monte sur le trône.

## L’entourage du roi

### Les épouses et le harem
Le roi hittite a une seule épouse de premier rang, qui porte le titre de Tawananna. Ce sont ses enfants qui sont les héritiers prioritaires de la couronne hittite. Elle peut exercer un rôle politique important, comme dans le cas – extrême - de Puduhepa, épouse de Hattusili III. Sa fonction a aussi été religieuse, et elle doit participer à divers rituels et fêtes liés au culte. Elle s’occupe également de l'administration du « harem » royal. Celui-ci abrite les autres épouses légitimes du roi, ses concubines, et leurs enfants en bas âge.

### Les «fils du roi»
Le titre « fils du roi » sert à désigner à la cour hittite les plus grands dignitaires du royaume. Ce ne sont pas les fils du souverain à proprement parler, mais ceux qui constituent son entourage le plus proche. Il s’agit de la noblesse hittite, constituée de familles liées par le sang à celle du roi, quand il ne s’agit pas de branches collatérales de cette dernière. Ce sont ses membres qui exercent les principales fonctions administratives, religieuses, diplomatiques et militaires du royaume hittite.

### L’assemblée (pankus/tuliya)
L'organe politique qui prend la forme d'assemblée apparaissant dans plusieurs textes hittites est le sujet de nombreuses discussions. Il porte deux noms : tuliya et pankus. Le premier terme pourrait servir à désigner l'assemblée en tant que groupe de personnes, donc physique, alors que le second désignerait plutôt le rôle institutionnel, la fonction. On n'est pas plus assurés de sa composition que de sa fonction : est-ce un regroupement de la famille royale ? de la noblesse ? de la haute administration ? ou bien le peuple ? Et son rôle est-il consultatif, ou bien n'est-ce qu'un organe formel ? Certains pensent qu'il s'agit d'un résidu d'une époque où la monarchie hittite était tempérée, qui aurait perdu de son pouvoir au fur et à mesure que le pouvoir royal se serait affirmé. Mais cela reste purement hypothétique, car c'est invérifiable, les sources n'étant pas suffisamment nombreuses et explicites sur cette assemblée. Elle finira par complètement disparaitre.

## Administration centrale
Le roi dirige son empire depuis sa capitale, le plus souvent Hattusa, où siège une importante administration, la « Maison des rois » (référence au palais royal). Chacun des membres de celle-ci prêtent serment de respecter le roi.  Les différentes fonctions de l’administration centrale hittite sont surtout connues par leur titre, mais peu par leur exercice concret, ce qui rend leur connaissance difficile. C’est au palais royal qu’arrivaient les taxes collectées en provinces, et qu’elles étaient ensuite redistribuées. On parle alors d'économie palatiale, système économique également présent dans d'autres États du Proche-Orient ancien ainsi que dans la civilisation mycénienne. Le domaine royal était également géré à cet endroit.

## Administration provinciale
Les provinces du royaume hittite étaient dirigées par des gouverneurs, souvent membres de la famille proche du roi (fils, frères, oncles). Certaines régions étaient devenues des royaumes vassaux à part entière, puisque les membres de la famille royale qui y avaient été placés avaient pu le transmettre à leurs descendants. C’est le cas à différentes périodes de Karkemish, Alep et Tarhuntassa. Une division administrative du royaume hittite est le « district » (telipuri), dirigé par un « intendant » (agrig), chargé notamment de la collecte des taxes. Les régions frontalières étaient confiées à des gouverneurs ayant une charge militaire plus affirmée, les « chefs de tour de guet » (hittite auriyaš išaš, akkadien bēl madagti), comme l’atteste la documentation retrouvée dans la ville frontalière de Maşat Höyük (Tappika).

## Administration de l’empire
Les rois hittites se sont constitués au gré de leurs conquêtes un ensemble de royaumes vassaux, en Anatolie occidentale (Arzawa et royaumes voisins), orientale (Isuwa), et en Syrie (Karkemish, Alep, Alalakh, Ougarit, Emar, Qadesh, l’Amurru, le Mittani, etc.). Ils avaient pour habitude de régir leurs relations avec ceux-ci par des traités de vassalités portés par écrit, éventuellement complétés par des édits précisant des points particuliers. Certains royaumes, le Kizzuwatna, l’Arzawa et le Mitanni/Hanigalbat ont pu disposer à certains moments du statut de vassaux privilégiés (kuirwana). D’une manière générale, les clauses des traités de vassalité retrouvés mentionnent l’obligation de loyauté au roi hittite, l’aide militaire, l’extradition de réfugiés du Hatti, règlent des questions frontalières ou bien les relations entre vassaux, ainsi que d’autres points spécifiques à certains cas. On y trouvait aussi un point important, le versement du tribut dû au roi hittite. À partir du XIVe siècle, les rois de la dynastie hittite installée à Karkemish se firent les relais entre les vassaux syriens et l’administration centrale hittite, allégeant cette dernière d’une lourde tâche.